# Motiv (Fotografie)
Als Motiv wird in der Fotografie der wesentliche inhaltliche Bestandteil eines Bildes bezeichnet. Die Betonung liegt meist auf einem zentral dargestellten Objekt (Person, Gebäude, Teil einer Landschaft oder Situation), doch kann sie auch – wie bisweilen in der Malerei – auf einem nahe dem Bildrand platzierten Objekt liegen. Seltener, aber grafisch oft interessanter, kommen geometrische Elemente als Hauptmotiv in Frage, z. B. Bilddiagonalen, Helligkeits- bzw. Farbkontraste, Lichtführung oder ungewöhnliche Linienstrukturen wie der Verlauf von Gebäudekanten oder Gewässern.
In der künstlerischen Fotografie ist oft auch die Motivation des Fotografen oder jene der dargestellten Personen der eigentliche Gegenstand, z. B. in der Werbung. Besonders ansprechend auf die Betrachter ist die Motivwahl meist, wenn sie sich auf ein zentrales Thema konzentriert und stark konkurrierende Gestaltungsmomente vermeidet. Dies wird bei gelungenen Schwarzweiß-Fotografien besonders deutlich, während Anfänger der Digital- oder Farbfotografie oft der Versuchung des „allzu Bunten“ erliegen.
Das Bildmotiv und seine Darstellungsweise sind im Idealfall jene Elemente, die den Betrachter spontan ansprechen. Von wenigen Ausnahmen abgesehen, hat daher jede gute Aufnahme ein Hauptmotiv. Was als solches empfunden wird, kann freilich vom Betrachter und dessen momentaner Situation abhängen. So zeigt zwar das nebenstehende Bild eine „junge Frau“, doch könnte eine Schneiderin das Motiv „Kleid“ oder „Farbe“ nennen, ein Händler „Geschenk“ oder „Dose“, wogegen Schwangere oder Orthopäden das Thema „Haltung“ dargestellt sehen.
Manche Bildnisse haben kein klar ersichtliches Motiv. Was im Bereich der Fotografie meist ein Produkt des Zufalls, mangelnder Erfahrung oder zu raschem Betätigen des Auslösers ist, kann in der Kunst volle Absicht sein. Treffende Beispiele dafür finden sich u. a. bei Impressionismus und Abstrakte Kunst. Für die Betrachter gerät dann die Frage der Interpretation in den Vordergrund.

## Wahl des Motivs
Die Motivwahl hängt wesentlich von den Beweggründen der beteiligten Person(en) ab und kann unterschiedlichste Intensität besitzen. Zu wichtigen Beweggründen zählen
- persönliche: Stimmungslage und Emotion, Zeitvertreib, Erinnerung bzw. Wunsch danach (Familien-, Urlaubsfotos etc.), Assoziationen, Motivation durch die spezielle Örtlichkeit, Lust am Gestalten
- soziale: Gruppenbild, Kontaktaufnahme, Wunsch nach Anerkennung etc.
- wirtschaftliche: Beruf/Dokumentation, Poster, Ausstellungen usw., Werbefotografie, Wunsch des Auftraggebers

Bei einem Schnappschuss oder den meisten Urlaubsfotos dominieren wohl Freude oder Erinnerungswert; die Motivwahl ist von der augenblicklichen Stimmung geprägt. Später empfindet man solche Fotos oft als nichtssagend. Die heutige Digitalfotografie verleitet oft zu einer Vielzahl eigentlich motivarmer Bilder, weil man sie ohnehin löschen kann.
Bessere Fotos erfordern meist eine gezielte Motivwahl, aber auch andere Gestaltungselemente. Zu diesen zählen Bildausschnitt, Linienführung und Perspektive, Lichteinfall, Jahres- und Tageszeit, dem Motiv angepasste Schärfentiefe, ansprechender Kontrast (neben Helligkeit und evtl. Farbe auch thematische Regie), Andeutung von Bewegungen, passende oder ungewöhnliche Beleuchtung, Reflexe, eventuelle Filter usw.
Zur Gestaltung von Bildfolgen ist ein Generalmotiv nützlich, beispielsweise „Stadtleben“, „Landschaften“, „Berufe“, „Gesichter“, „Kinder“, „Hobby“, „Lichteffekte“, „Wolken“ oder „Regentag“. In diesem Zusammenhang sind auch die klassischen, aus der Malerei bekannten Motivgruppen zu nennen, etwa Porträt, Akt und Gruppenbild, Religiöse Kunst, Naturgewalten, Gewässer- und andere Landschaftsmotive, Architektur, Reise, Exotika und das Stillleben.
(Wird demnächst weiterbearbeitet, z. B. historisches, Querverbindungen zur Grafik, weitere Fachliteratur, Weblinks und beispielhafte Bilder. Wünschenswert wären auch die Stilmittel berühmter Fotografen und Einflüsse von/auf die Bildende Kunst bzw. Werbemittel).

## Historisches zum Thema Bildmotiv
Die fotografische Stil- und Motivgeschichte beginnt bereits kurz nach der Erfindung der Fotografie im frühen 19. Jahrhundert. Sie ist mit jener der Grafik verwandt, aber ein eigenes umfangreiches Thema. Die vorangehenden Entwicklungen kann man jedoch naturgemäß nur an der Malerei (und teilweise der grafischen Kunst) nachzeichnen.
Die ältesten erhaltenen Kunstwerke der Menschheitsgeschichte, die Höhlenmalereien, lassen zwar persönliche Motive vermuten, sind aber vor allem religiös bzw. kultisch motiviert. In den darauf folgenden Jahrtausenden hing die Entwicklung der darstellerischen Motive (im Sinn dieses Artikels) wesentlich vom Kulturkreis ab. Die Bildenden Künste waren überwiegend Auftragskunst für religiöse Institutionen (Tempel und andere Kultstätten), während sich Grafik und Zeichnung eher unabhängig davon entwickelten. Sie dienten auch der Repräsentation, was sich z. B. an der Entwicklung des Porträts für die gesellschaftliche Oberschicht (Fürstenhöfe, Adel) und schließlich das Bürgertum zeigt.
In den meisten Kulturen und Zeiträumen unterliegt die künstlerische Bildsprache mehr oder weniger strengen Konventionen, die vom Zeitgeist der herrschenden Gesellschaftsschicht geprägt sind/waren. Im europäischen Mittelalter und den islamischen Hochkulturen spiegelt sich die relativ einheitliche Weltsicht z. B. in den Themen der Miniaturen wider, in Ikonografie und Heiligenbildern. Auch Bilderzyklen wie Sgraffiti und Totentanz hatten recht allgemeine Schemata. Hingegen brachte die Kunst der Romanik und Gotik neue religiöse und Gesellschaftsmotive hervor, die heute oft fremdartig anmuten. Typisch sind Darstellungen von Armut, Handwerk, biblische Geschichten, Sterben und Seele, Geistes- und Naturgewalten. Die Entwicklung zu Themen mit persönlichem Ausdruck wie Festesfreude, Leid, Arbeitsalltag, Begegnungen oder Marienszenen setzt erst im 16. Jahrhundert deutlicher ein, zeigt aber bereits Parallelen zu den ersten Fotomotiven der frühen Fotografie im 19. Jahrhundert.
Die bis etwa 1800 vorherrschende Bindung an Lieblingsmotive und Regeln lockerte sich erst mit dem Aufkommen des „freien Künstlertums“, was etwa gleichzeitig auch in der Dichtkunst und der Musik Wiener Klassik festzustellen ist. Die besonders zur Jahrhundertwende zunehmende Freiheit brachte aber auch Exzesse und Konflikte mit sich. Zeittypische Beispiele dafür finden sich bei der Aktfotografie und den Werken Egon Schieles und reichen bis zur Pornografie unserer Tage. Zur gezeichneten Gesellschaftskritik oder zu Karikaturen konnte die fotografische Technik neue Methoden von Solarisation und Kontrastverstärkung bis zu digitaler Bildverarbeitung und Freistellung einbringen.
Historisch betrachtet sind auch umgekehrt Einflüsse gestalterischer und technischer Elemente auf die fotografischen Bildmotive festzustellen. Dazu zählen u. a. die Entdeckung der Perspektive, verschiedener Malstile und Materialien. Die Entstehung einer Kunst, die als Selbstzweck keinem speziellen Nutzen mehr diente (L’art pour l’art), veränderte wiederum das Verhältnis von Fotograf bzw. Künstler zum Werk und zur Gesellschaft. Ausgehend vom europäischen Kulturraum wurden Fotografie, Grafik und Malerei oft zum Ausdruck und einzig „zulässigen“ Ort von Utopien oder übernahmen Aufgaben der Sozialpolitik. Heute ist Fotokunst der höheren Preisklasse Teil des globalen Kunstmarktes.